# Майоров, Николай Николаевич
Николай Николаевич Майоров (род. 18 мая 2000, Тюмень) — российский хоккеист, нападающий.

## Биография
Жил в посёлке Боровском, учился и занимался хоккеем в Тюмени в «Газовике». В седьмом классе перешёл в ханты-мансийскую «Югру». Подписать контракт с «Югрой» не получилось и в сезоне 2018/19 играл за казахстанскую команду МХЛ «Алтай» Усть-Каменогорск. Следующие два сезона провёл в командах USHL «Сидар-Рапидс Рафрайдерс», и «Линкольн Старз». Также сыграл два матча за «Трай-Сити Сторм» и один — за «Римуски Осеаник» из QMJHL.
Вернувшись в Россию, выступал за команды ВХЛ «Омские крылья» (2021/22), «Зауралье» (2022/23), «Тамбов» (2023/24). 17 июня 2024 года перешёл в новый клуб ВХЛ «Магнитку» Магнитогорск. 3 сентября в домашнем матче «Металлурга» против «Локомотива» (2:3) дебютировал в КХЛ.